# Pocket Magazine

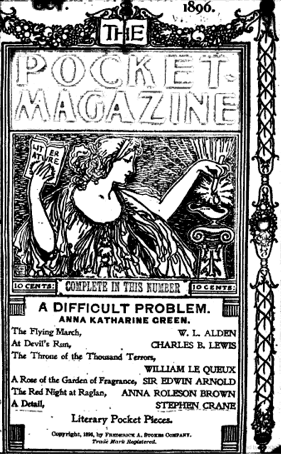
A revista Pocket, 1896

A Pocket Magazine (1895-1901) foi uma revista literária americana publicada pela Frederick A. Stokes Company em Nova York. Foi editada por Irving Bacheller desde o seu início até junho de 1898, e por Abbot Frederic (um pseudônimo para o editor, Frederick A (bbot) Stokes) de agosto de 1898 até o final da publicação. No final de 1901, a revista foi incorporada à Popular Monthly de Frank Leslie. A revista publicou trabalhos de Stephen Crane, Arthur Conan Doyle, Beatrice Harraden, Max Pemberton, Edmund C. Stedman e outros.